# Winterland June 1977: The Complete Recordings
Pour les articles homonymes, voir Winterland.
Albums de Grateful Dead
Road Trips Volume 2 Number 4
(2009) Road Trips Volume 3 Number 1
(2009)
Winterland June 1977: The Complete Recordings est un album live du Grateful Dead sorti en 2009.
Ce coffret de 9 CD retrace l'intégralité des trois concerts donnés en juin 1977 au Winterland Ballroom de San Francisco. Ces concerts marquent la fin de la tournée de printemps du groupe, qui s'enferme ensuite en studio pour préparer son album studio Shakedown Street.

## Titres

### CD 1
Le CD 1 correspond à la première partie du concert du 7 juin.
1. Bertha (Jerry Garcia, Robert Hunter) – 7:34
2. Jack Straw (Bob Weir, Hunter) – 6:19
3. Tennessee Jed (Garcia, Hunter) – 9:25
4. Looks Like Rain (Weir, John Perry Barlow) – 9:05
5. Peggy-O (trad.) – 10:13
6. Funiculi Funicula (Peppino Turco, Luigi Denza) – 3:06
7. El Paso (Marty Robbins) – 4:52
8. Friend of the Devil (Garcia, John Dawson, Hunter) – 8:42
9. The Music Never Stopped (Weir, Barlow) – 7:20

### CD 2
Les CD 2 et 3 correspondent à la deuxième partie du concert du 7 juin.
1. Scarlet Begonias (Garcia, Hunter) – 10:11
2. Fire on the Mountain (Mickey Hart, Hunter) – 9:03
3. Good Lovin' (Artie Resnick, Rudy Clark) – 7:29
4. Candyman (Garcia, Hunter) – 7:24
5. Estimated Prophet (Weir, Barlow) – 8:48
6. He's Gone (Garcia, Hunter) – 14:47
7. Drums (Bill Kreutzmann, Hart) – 3:01

### CD 3
1. Samson and Delilah (trad.) – 9:30
2. Terrapin Station (Garcia, Hunter) – 10:51
3. (Walk Me Out in the) Morning Dew (Bonnie Dobson, Tim Rose) – 13:15
4. Around and Around (Chuck Berry) – 9:14
5. Uncle John's Band (Garcia, Hunter) – 11:55
6. U.S. Blues (Garcia, Hunter) – 6:07

### CD 4
Le CD 4 correspond à la première partie du concert du 8 juin.
1. New Minglewood Blues (Noah Lewis) – 6:22
2. Sugaree (Garcia, Hunter) – 16:46
3. Mexicali Blues (Weir, Barlow) – 3:55
4. Row Jimmy (Garcia, Hunter) – 10:34
5. Passenger (Phil Lesh, Peter Monk) – 3:52
6. Sunrise (Donna Godchaux) – 4:14
7. Brown-Eyed Women (Garcia, Hunter) – 5:47
8. It's All Over Now (Bobby Womack, Shirley Womack) – 8:57
9. Jack-A-Roe (trad.) – 7:19
10. Lazy Lightning (Weir, Barlow) – 3:24
11. Supplication (Weir, Barlow) – 5:46

### CD 5
Les CD 5 et 6 correspondent à la deuxième partie du concert du 8 juin.
1. Bertha (Garcia, Hunter) – 6:53
2. Good Lovin' (Clarke, Resnick) – 6:04
3. Ramble On Rose (Garcia, Hunter) – 8:08
4. Estimated Prophet (Weir, Barlow) – 9:42
5. Eyes of the World (Garcia, Hunter) – 19:20
6. Drums (Kreutzmann, Hart) – 4:05

### CD 6
1. The Other One (Grateful Dead) – 14:32
2. Wharf Rat (Garcia, Hunter) – 11:16
3. Not Fade Away (Buddy Holly, Norman Petty) – 13:44
4. Goin' Down the Road Feeling Bad (trad.) – 8:06
5. Johnny B. Goode (Berry) – 4:39
6. Brokedown Palace (Garcia, Hunter) – 7:53

### CD 7
Le CD 7 correspond à la première partie du concert du 9 juin.
1. Mississippi Half-Step Uptown Toodeloo (Garcia, Hunter) – 11:27
2. Jack Straw (Weir, Hunter) – 6:06
3. They Love Each Other (Garcia, Hunter) – 7:33
4. Cassidy (Weir, Barlow) – 5:41
5. Sunrise (Godchaux) – 4:14
6. Deal (Garcia, Hunter) – 5:48
7. Looks Like Rain (Weir, Barlow) – 9:10
8. Loser (Garcia, Hunter) – 7:40
9. The Music Never Stopped (Weir, Barlow) – 7:44

### CD 8
Les CD 8 et 9 correspondent à la deuxième partie du concert du 9 juin.
1. Samson and Delilah (Traditional) – 7:39
2. Funiculi Funicula (Turco, Denza) – 2:25
3. Help on the Way (Garcia, Hunter) – 5:09
4. Slipknot! (Garcia, Hunter) – 9:00
5. Franklin's Tower (Garcia, Hunter, Kreutzmann) – 17:29

### CD 9
1. Estimated Prophet (Weir, Barlow) – 11:36
2. Saint Stephen (Garcia, Lesh, Hunter) – 5:30
3. Not Fade Away (Holly, Petty) – 6:29
4. Drums (Kreutzmann, Hart) – 4:22
5. Saint Stephen (Garcia, Lesh, Hunter) – 0:51
6. Terrapin Station (Garcia, Hunter) – 11:10
7. Sugar Magnolia (Weir, Hunter) – 9:25
8. U.S. Blues (Garcia, Hunter) – 6:08
9. One More Saturday Night (Weir) – 5:18

### CD bonus
Les premières éditions du coffret incluent un dixième CD, tiré du concert du 12 mai à l'Auditorium Theatre de Chicago.
1. Mississippi Half-Step Uptown Toodeloo (Garcia, Hunter) – 9:59
2. Dancing in the Street (Marvin Gaye, Ivy Jo Hunter, William « Mickey » Stevenson) – 13:56
3. Terrapin Station (Garcia, Hunter) – 10:25
4. Playing in the Band (Weir, Hart, Hunter) – 8:18
5. Drums (Kreutzmann, Hart) – 4:09
6. Not Fade Away (Holly, Petty) – 14:11
7. Comes a Time (Garcia, Hunter) – 10:19
8. Playing in the Band (Weir, Hart, Hunter) – 6:50

## Musiciens
- Jerry Garcia : guitare, chant
- Donna Jean Godchaux : chant
- Keith Godchaux : claviers
- Mickey Hart : batterie
- Bill Kreutzmann : batterie
- Phil Lesh : basse
- Bob Weir : guitare rythmique, chant